# Napoli nuda
Napoli nuda è un album di Enzo di Domenico, pubblicato nel 1977.

## Tracce
Lato A
1. E vattenne
2. Perdono
3. Ciente scale
4. Me fa piacere
5. 'A farfalla
6. Napule: notte e ghiuorno

Lato B
1. Signurì, 'e Muratti
2. Nustalgia napulitana
3. Mannaggia
4. Lupo 'e mare
5. Nu poco 'e te
6. Napoli nuda